# Андерлехт
 Тази статия е за общината в Белгия.  За местния футболен отбор вижте РСК Андерлехт.  
Андерлехт (на нидерландски: Anderlecht) е селище в Белгия, една от 19-те административно независими части на Голям Брюксел, разположена западно от центъра на столицата. Населението на Андерлехт е 118 382 души (по приблизителна оценка от януари 2018 г.).

## История
Първите следи от човешко присъствие в района на Андерлехт датират от каменната епоха. Открити са и останки от древноримска вила и франкски некропол. Първото споменаване на селището в писмени източници е от 1047 г. с името Anrelech. По онова време то вече е седалище на християнски капитул и на 2 феодални имения.
През 1356 г. графът на Фландрия Луи II се сблъсква с войските на херцогинята на Брабант Жана на територията на Андерлехт. През 1393 г. харта, издадена от херцогиня Жана, присъединява Андерлехт към Брюксел. През онзи период църквата „Свети Гидо“ е построена наново в готически стил върху съществувалата по-рано романска крипта.
През 15 и 16 век Андерлехт се превръща в културно средище. През 1521 г. Еразъм живее няколко месеца в къщата на канониците. Там има своя резиденция и херцог Шарл д'Омер. През 17 и 18 век селището е засегнато от продължителните войни, опустошаващи региона. На 13 ноември 1792 г. при Андерлехт се води битка, в която френският ген. Шарл Франсоа Дюмурие нанася поражение на австрийците. Успехът на френските революционни войски довежда до обявяването на Андерлехт за община, независима от Брюксел.
От началото на 20 век населението на Андерлехт значително нараства и са изградени нови квартали като Мортенбек.

## Забележителности
- Колегиална църква „Свети Петър и Свети Гидо“ – строена е след 1350 г., а романската крипта датира от 10 век и е сред най-старите в страната
- Бегинаж, днес преобразуван в исторически музей
- Къщата на Еразъм, строена около 1450 г.
- Музей на бирата в действащата пивоварна „Кантийон“

## Редовни събития
Годишният Андерлехтски панаир, първоначално пазар за говеда, е официално основан от крал Вилем II през 1825 г. Тържествата и днес включват демонстрации с животни, но също така и изложби на открито, демонстрации на цветя и възстановка на религиозна процесия в чест на покровителя на селището св. Ги Андерлехтски.

## Известни личности
Родени в Андерлехт
- Констант Ванден Сток (1914 – 2008), футболист

Починали в Андерлехт
- Морис Карем (1899 – 1978), поет